# Коні Анатолій Федорович
Анато́лій Федорович Ко́ні (28 січня (9 лютого) 1844, Санкт-Петербург — 17 вересня 1927, Ленінград) — російський юрист, громадський діяч і літератор, дійсний таємний радник, член Державної ради, почесний академік Петербурзької АН (1900). Професор Петербурзького університету (1918—1922). Видатний судовий оратор. 1878 року суд під головуванням Коні виніс виправдальний вирок у справі Віри Засулич.

## Батьки
Анатолій Федорович Коні народився в родині театрального діяча і письменника Федора Коні. Мати Ірина Юр'єва була дочкою поміщика Полтавської губернії (Україна) — письменниця і актриса. На сцені вона виступала під прізвищем Сандунова — за першим чоловіком. У 1837 році під впливом родича Олександра Вельтмана видала збірку оповідань. Виконання Іриною Семенівною ролей у п'єсах М. Гоголя «Весілля» та «Ревізор» дало їй можливість проявити видатний талант.

## Факти, пов'язані з Україною
Анатолій, бувши гімназистом, відвідував лекції знаменитих професорів Санкт-Петербурзького університету, зокрема відомого українського історика Миколи Костомарова.
У серпні 1867 року Анатолія Федоровича призначили товаришем (помічником) прокурора Сумського окружного суду; але ще до відправлення на нове місце служби його призначили товаришем прокурора Харківського окружного суду.
Анатолій Федорович керував слідством у справі про катастрофу потягу імператора Олександра III в Бірках під Харковом 17 жовтня 1888 року. Він очолював розслідування у справі про загибель пароплава «Володимир» влітку 1894 року в Одесі.
1890 року в Харківському університеті Анатолію Коні за сукупністю робіт було надано ступінь доктора кримінального права.

## Родина
Одружений Анатолій Федорович ніколи не був, «у мене немає особистого життя» — писав він в одному з листів. Його першим коханням була Надія Морошкіна, з якою він познайомився в Харкові.

Близьким другом та довіреною особою була для А. Ф. Коні протягом 17 років Надія Павлівна Лансере (1880 - 1920) - з дворянської роду французького походження Лансере (родина мешкала на Полтавщині, Надія - двоюрідна сестра художниці Зінаїди Серебрякової). Раптова смерть Надії Лансере глибоко потрясла Анатолія Федоровича: 
"Она  составляет  одно  из  лучших  и  светлых  воспоминаний  моей  жизни ..."
З Оленою Василівною Пономарьовою, яка була молодша від Анатолія Федоровича на 24 роки, він познайомився імовірно в один із приїздів у Харків. Збереглося їхнє листування з 1892 року — декілька сотень листів. У середині 1924 року Олена Василівна переїхала в квартиру Коні і до самої смерті Анатолія Федоровича була його помічницею, секретарем і господинею дому.
Нариси і спогади «На життєвій дорозі» (т.т. 1-5, 1912—1929).У 2000 році встановлена вища відомча нагорода Міністерства юстиції Росії-«Медаль Коні А. Ф.»